# Liotryphon heterocerus
Liotryphon heterocerus là một loài tò vò trong họ Ichneumonidae.